# Christmas Eve (film din 2015)
A nu se confunda cu Christmas Eve, film din 1947
Christmas Eve (inițial denumit ca: Stuck) este un film de Crăciun american de comedie din 2015 regizat de Mitch Davis. Rolurile principale au fost interpretate de actorii  Patrick Stewart,  James Roday, Jon Heder,Cheryl Hines și Gary Cole.

## Prezentare
În Ajunul Crăciunului la New York are loc o pană de curent care face ca șase grupuri diferite de oameni să fie blocate în lifturi. Neavând unde să meargă și cu nimeni altcineva cu care să interacționeze, cu toții sunt transformați de evenimentele care au loc în noaptea lungă împreună. 

## Distribuție
- Patrick Stewart ca Harris
- James Roday ca B
- Jon Heder ca James
- Cheryl Hines ca Dawn
- Gary Cole ca Dr. Roberts
- Christina Chong - Karen
- Max Casella ca Randy
- Julianna Guill ca Ann
- Juliet Aubrey ca Marta
- David Bamber ca Walt
- Jenny Oaks Baker ca  Mandy